# EFA Champions Cup der Männer 2017
Der EFA Champions Cup 2017 der Männer im Faustball auf dem Feld findet am 7. und 8. Juli 2017 in Mannheim-Käfertal statt. Zum ersten Mal überhaupt wird ein Champions Cup auf dem Feld in Mannheim ausgetragen. Titelverteidiger ist der TSV Pfungstadt, der im Vorjahr Union Compact Freistadt im Endspiel mit 4:0 schlug. 

## Teilnehmer
Vier Mannschaften aus den drei führenden Faustball-Ländern der EFA nehmen am Champions Cup teil: 
 Deutschland
- TSV Pfungstadt (Meister, Titelverteidiger)
- VfK Berlin (Vizemeister)

 Österreich
- TuS Raiffeisen Kremsmünster (Meister)

 Schweiz
- STV Faustball Wigoltingen (Meister)

## Spielplan
Die vier teilnehmenden Teams spielten in zwei Halbfinals die beiden Finalisten aus. Es wird in allen vier Begegnungen auf vier Gewinnsätze gespielt.

### Halbfinale
| Fr., 7. Juli 2017 |          |                  |   |                |                                         |
| 16:30 Uhr         | Mannheim | TuS Kremsmünster | – | VfK Berlin     | 1:4 (04:11, 05:11, 08:11, 11:09, 09:11) |
| 18:30 Uhr         | Mannheim | STV Wigoltingen  | – | TSV Pfungstadt | 0:4 (07:11, 05:11, 07:11, 07:11)        |

### Platzierungsspiele
| Juli 2016 |  |          |                  |   |                 |                                                |
| Platz 3   |  | Mannheim | TuS Kremsmünster | – | STV Wigoltingen | 2:4 (11:09, 12:14, 11:13, 06:11, 11:07, 05:11) |
| Finale    |  | Mannheim | TSV Pfungstadt   | – | VfK 1901 Berlin | 4:0 (11:07, 11:07, 11:02, 11:02)               |

## Schiedsrichter
Geleitet werden die Begegnungen von drei Schiedsrichtern aus drei Nationen.
- Werner Teny  Österreich
- Carsten van Embden  Schweiz
- Rainer Frommknecht  Deutschland

## Endergebnis
| Platz | Land             |
| ----- | ---------------- |
| 1.    | TSV Pfungstadt   |
| 2.    | VfK Berlin       |
| 3.    | STV Wigoltingen  |
| 4.    | TuS Kremsmünster |